# Stazione di Caprigliola-Albiano
La stazione di Caprigliola-Albiano era una fermata ferroviaria posta sulla ferrovia Pontremolese. Sorge in località Bettola e serviva i centri abitati di Caprigliola e di Albiano Magra, frazioni del comune di Aulla.

## Storia
Entrata in servizio con l'attivazione del tronco da Santo Stefano di Magra a Pontremoli, il 15 novembre 1888, la fermata venne dapprima soppressa il 5 agosto 2003 e poi definitivamente dismessa il giorno 11 settembre 2005 in seguito all'apertura del raddoppio in variante Santo Stefano di Magra - PP Chiesaccia, che si sviluppa quasi interamente in galleria e che ha comportato la dismissione del tracciato originale.

## Strutture e impianti

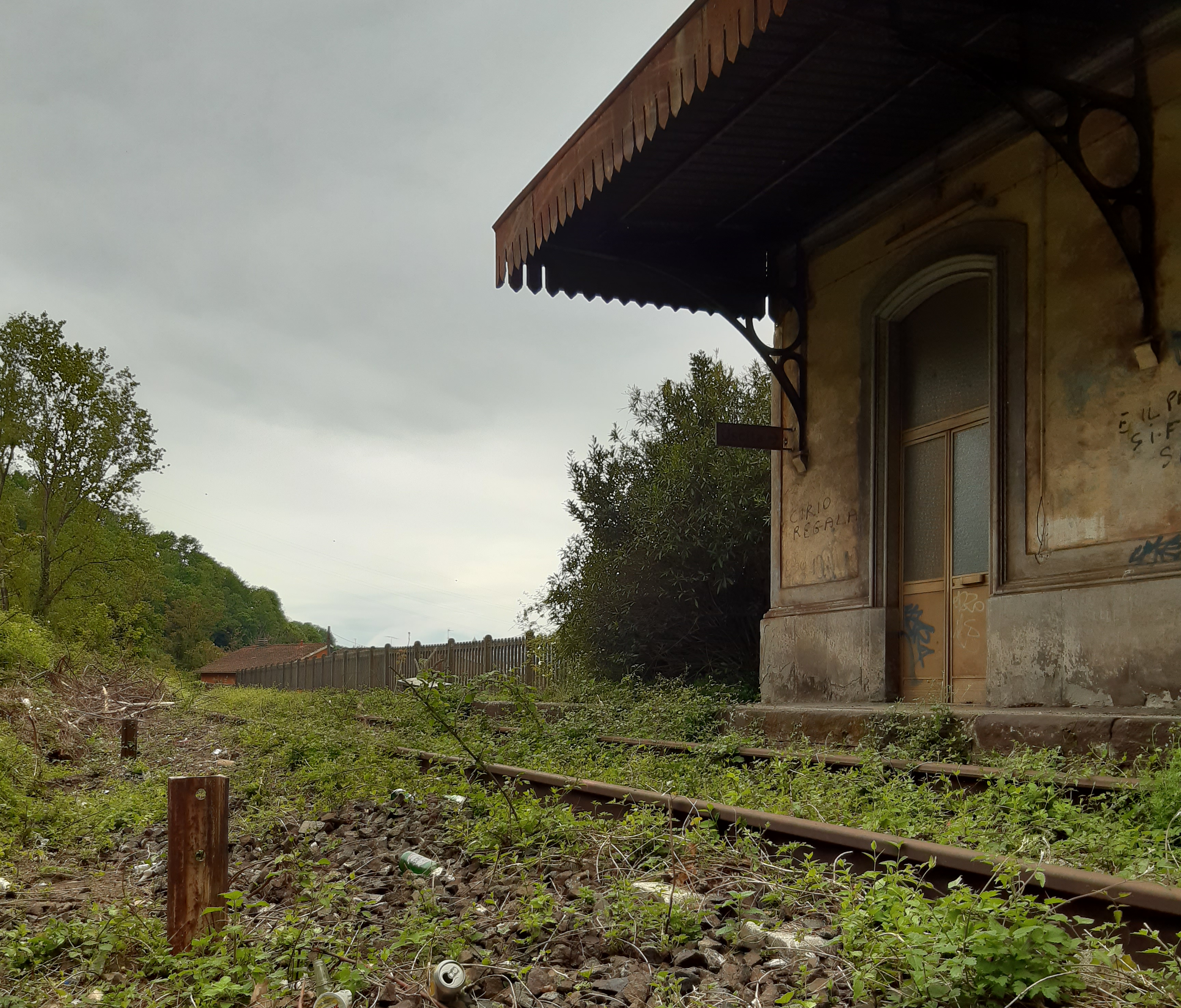
Vista del binario e dell'ex fabbricato viaggiatori in stato di abbandono

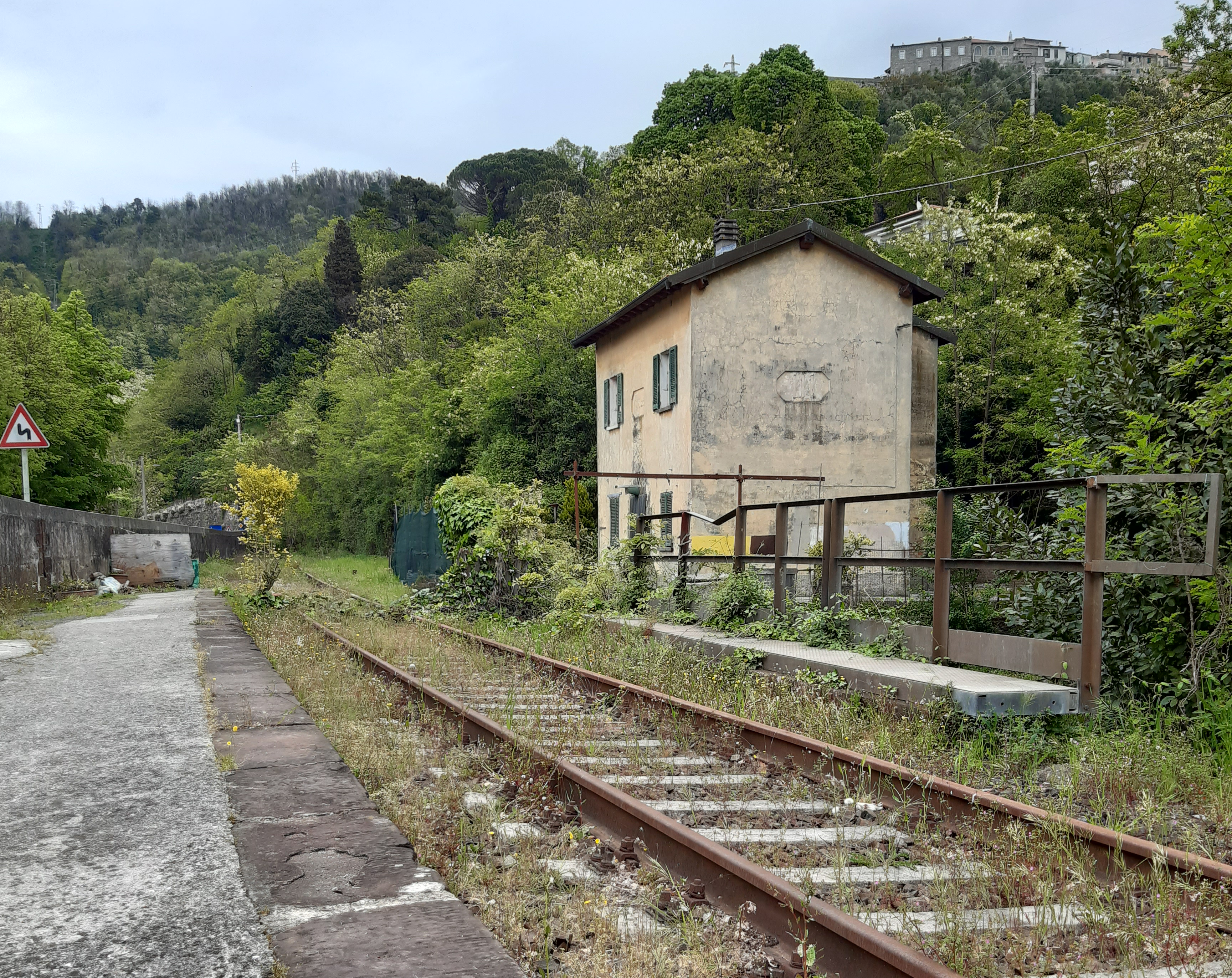
Veduta dell'ex sedime ferroviario e del casello, poi demolito

L'impianto possedeva un fabbricato viaggiatori ed una banchina, dotata di pensilina, che servivano l'unico binario della linea. Annessi al fabbricato viaggiatori vi erano anche altri corpi più piccoli, come quello utilizzato per i servizi igienici ed un piccolo giardino, abbandonato dalla chiusura della stazione.
Conseguentemente alla dismissione il fabbricato viaggiatori è stato parzialmente abbandonato; i locali lato ferrovia, precedentemente adibiti al servizio, sono stati abbandonati mentre quelli lato strada hanno continuato ad ospitare il bar fino alla sua chiusura, avvenuta nel 2023.
Tra il 2021 e il 2022, in seguito ai lavori previsti dal piano commissariale per la ricostruzione del ponte sul fiume Magra, sono stati effettuati alcuni interventi che hanno pesantemente modificato l'aspetto dell'impianto; il sedime ferroviario è stato completamente disarmato, con la rimozione del binario e della pensilina in ferro, demolizione del marciapiede, del muro e del casello che originariamente si trovava nei pressi del portale di ingresso della galleria (quest'ultimo invece ancora esistente). Al termine dei lavori tale area verrà occupata dalla nuova sede stradale.

## Servizi
La stazione disponeva di:
- Sala d'attesa
- Servizi igienici
- Bar

## Interscambi
La stazione, inoltre, permetteva i seguenti interscambi:
- Fermata autobus

## Galleria d'immagini

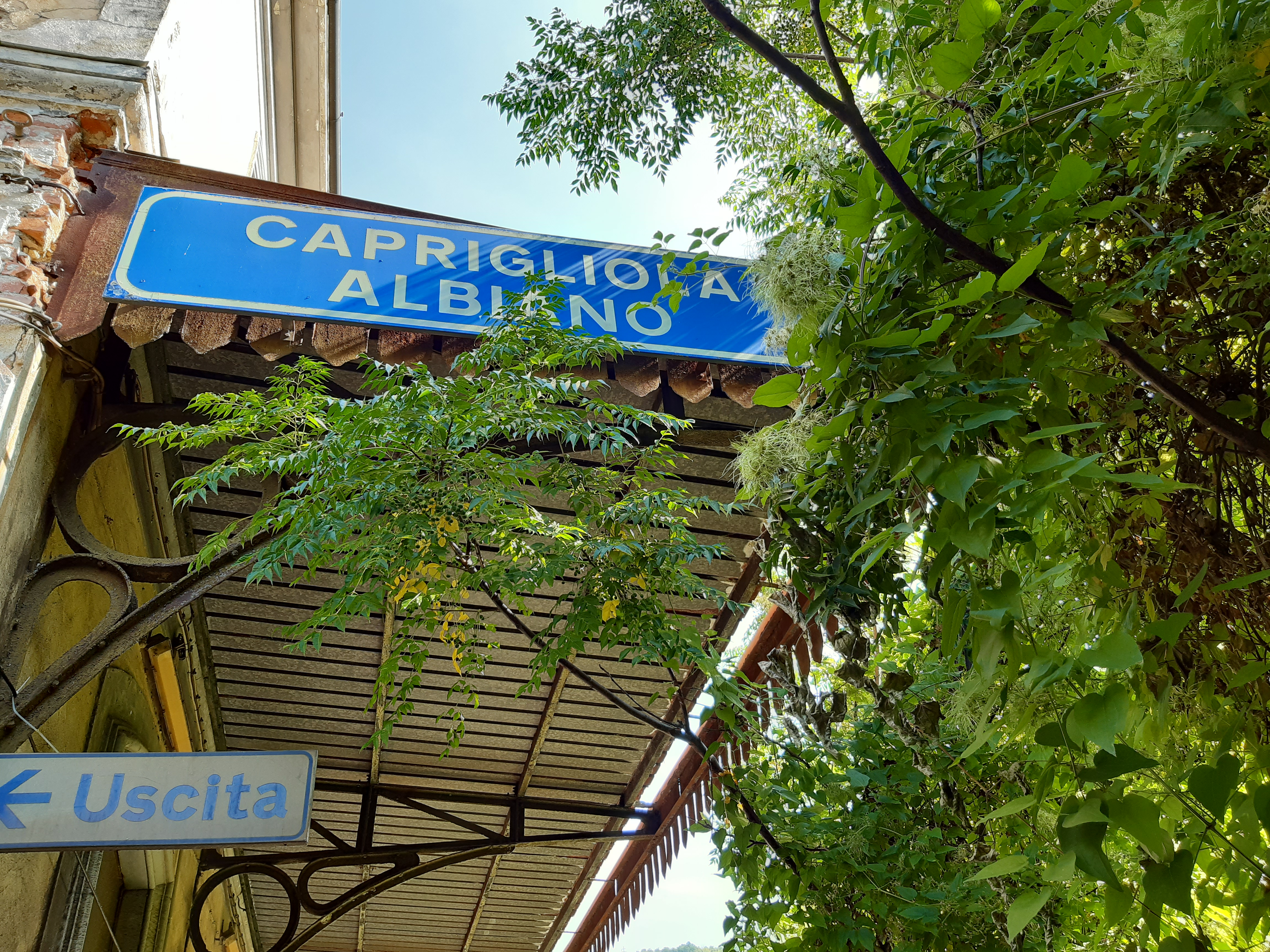
Particolare del cartello indicatore di località dell'impianto
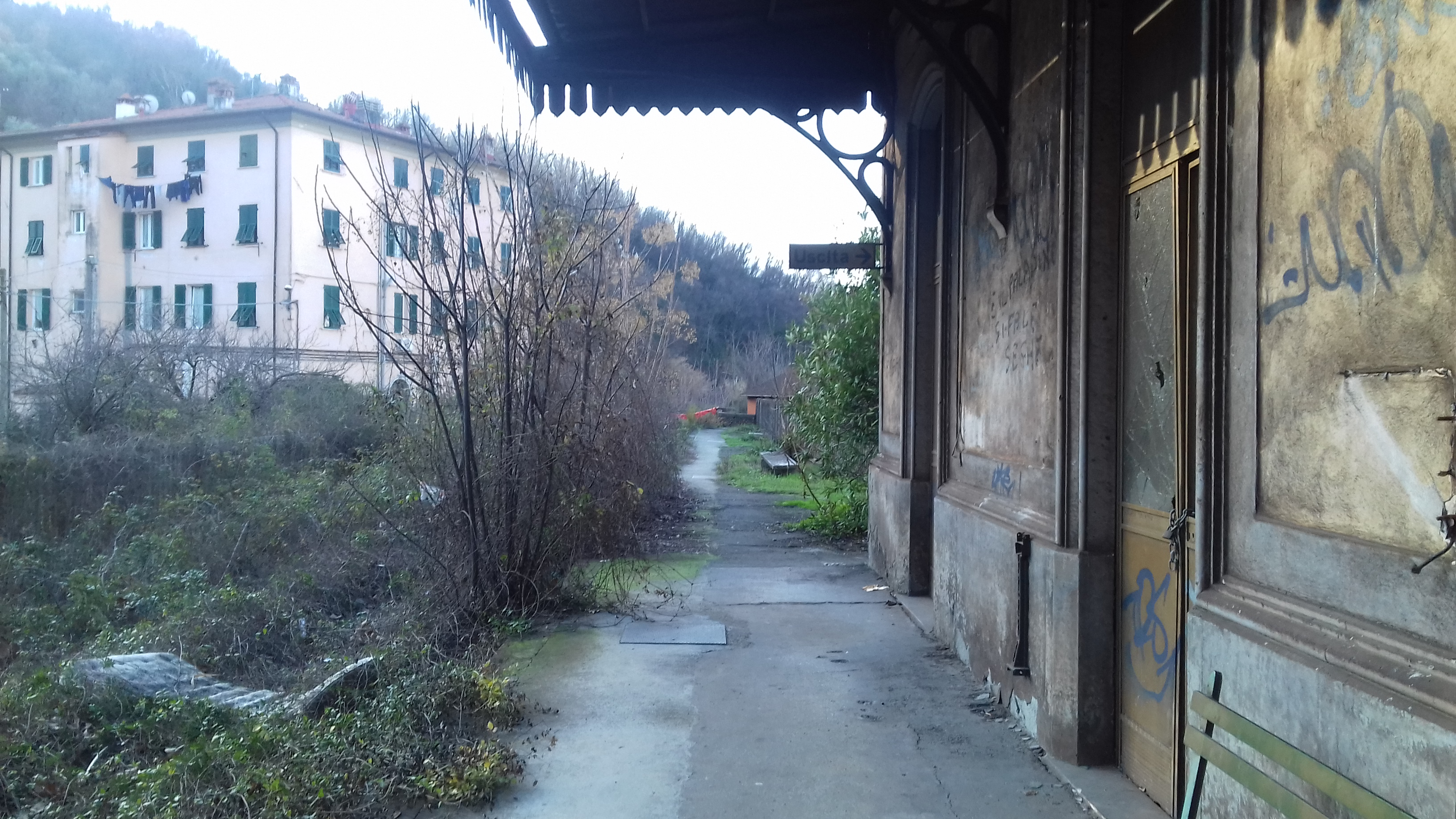
La banchina del 1º binario nel 2018
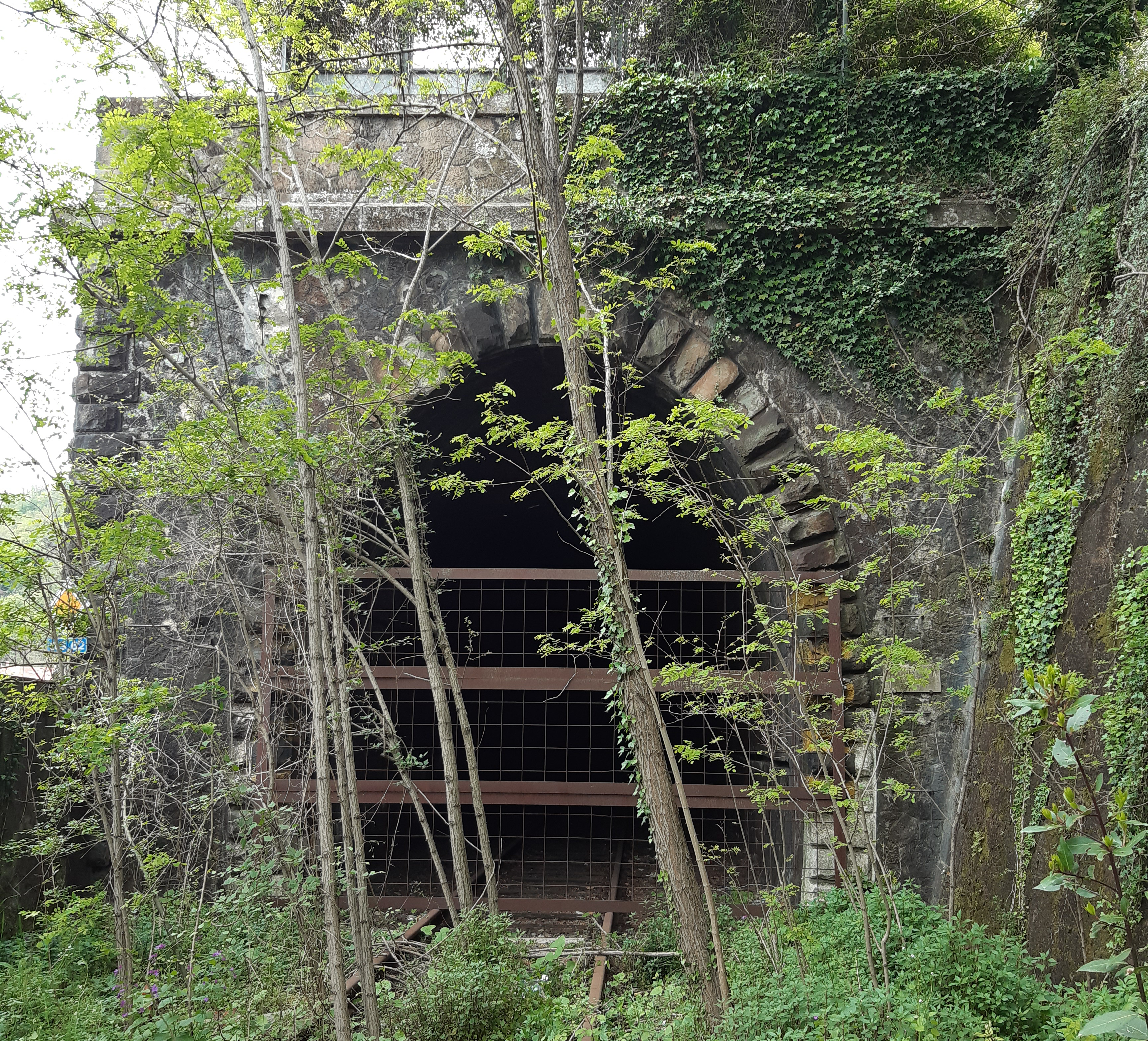
Portale di ingresso della galleria, chiusa